# Ordem dos Advogados de Angola
A Ordem dos Advogados de Angola  (OAA) é a  instituição representativa e de regulo da advocacia em Angola e é uma das entidades da composição da União dos Advogados de Língua Portuguesa.

## História
A Ordem dos Advogados de Angola foi instituída, no Palácio dos Congresso, em Luanda, no dia 20 de setembro de 1996 e o Estatuto da Ordem dos Advogados de Angola foi  criado pelo Decreto 28, de 13 de setembro de 1996.

## Atribuições
Conforme estatue o artigo terceiro dos estatutos, a OAA tem como principais atribuições:
- Colaborar na administração da Justiça, pugnar pela defesa do Estado democrático de direito e defender os direitos, liberdades e garantias individuais dos cidadãos;

- Atribuir o titulo profissional de advogado e de advogado estagiário e regulamentar o exercício da respectiva profissão;

- Zelar pela função social, dignidade e prestigio da profissão de advogado e promover o respeito pelos respectivos princípios deontológicos;

- Defender os interesses, direitos, prerrogativas e imunidades dos seus membros;

- Reforçar a solidariedade entre os seus membros;

- Exercer jurisdição disciplinar exclusiva sobre os advogados e advogados estagiários;

- Promover o acesso ao conhecimento e aplicação do direito e contribuir para o desenvolvimento da cultura jurídica;

- Contribuir para o aperfeiçoamento da elaboração do direito, devendo ser ouvida sobre os projectos de diplomas legislativos que interessem ao exercício da advocacia e à aplicação da justiça e ao patrocínio judiciário em geral;

- Contribuir para o estreitamento das relações com organismos congéneres estrangeiros;

- Exercer as demais funções que resultem das disposições deste Estatuto ou de outros preceitos legais